# Biblioteca do Palácio
A Biblioteca do Palácio (chinês tradicional: 秘書省; no Vietnã: 秘書所, Bí thư sở) foi uma agência governamental central na China Imperial e monárquica, na Coreia e no Vietnã, geralmente responsável pela manutenção e arquivamento da coleção de documentos do monarca.

## China
O escritório existiu em grande parte desde meados de 200 d.C. (Cao Wei) até 1380 (dinastia Ming). Ao longo dos milênios, houve 5 nomes para este escritório:
- Diretoria da Biblioteca do Palácio (秘書監): durante os Três Reinos, a dinastia Liao, a Dinastia Jin (1115-1234) e a dinastia Yuan
- Corte da Biblioteca do Palácio (秘書寺): entre aproximadamente 300 e aproximadamente 464 (Dinastia Jin (265-420), Wei do Norte, Liu Song, etc.)
- Departamento da Biblioteca do Palácio (秘書省): durante as dinastias do Norte e do Sul, a dinastia Sui, a maior parte da dinastia Tang, as Período das Cinco Dinastias e dos Dez Reinos, a dinastia Song e a dinastia Ming
- Pavilhão Orquídea (蘭臺; "Lantai"): usado durante a dinastia Tang entre 662 e 670
- Pavilhão Unicórnio (麟臺; "Lintai"): usado durante a dinastia Tang e a Wu Zhou entre 684 e 712

Além de preservar os documentos oficiais do imperador, a agência às vezes também tinha a tarefa de compilar ou editar registros históricos e calendários estatais. Antes da dinastia Sui, também lidava com documentos que entravam e saíam do palácio imperial, tornando-a intercambiável com o Secretariado. Durante o final da dinastia Tang (após o início dos anos 700) e a dinastia Song, o escritório era em grande parte não funcional e era ocupado por eminentes oficiais para fins de sinecura.
O escritório durante a dinastia Tang era liderado por um diretor (秘書監) e dois vice-diretores (秘書少監), e durante a dinastia Song por um diretor e um vice-diretor. O escritório também contava com diretores assistentes (秘書丞) e assistentes (秘書郎 ou 秘書郎中). Durante a dinastia Yuan, o escritório era liderado por quatro ministros chefes (秘書卿), dois diretores (秘書太監), dois vice-diretores e dois diretores assistentes (秘書丞 ou 秘書監丞), todos eunucos.

## Coreia
Modelado após a instituição chinesa, o escritório também existiu na dinastia Goryeo sob vários nomes:
- Como Departamento da Biblioteca Interna (內書省; "Naeseo Seong"): de 918 a 995
- Como Departamento da Biblioteca do Palácio: de 995 a 1298
- Como Diretoria da Biblioteca do Palácio: de 1298 a 1308 e de 1356 a 1362
- Como Escritório de Revisão de Documentos (典校署; "Jeongyo Seo"): de 1308 a 1356
- Como Corte de Revisão de Documentos (典校寺; "Jeongyo Sa"): de 1362 a 1392

Em geral, o escritório era ocupado por 1 supervisor (判事; "pansa"), 1 diretor (監 or 令), 1 vice-diretor (少監 or 副令), 2 diretores assistentes (丞) e 1 assistente (郎).

## Vietnã
O Escritório da Biblioteca do Palácio (Hán-Nôm: 秘書所, Bí thư sở) da dinastia Nguyễn foi um dos quatro sở do gabinete da dinastia Nguyễn. Foi estabelecido pela primeira vez durante o reinado do Imperador Minh Mạng sob o nome de Seção da Biblioteca do Palácio (秘書曹, Bí thư tào) e manteria sua forma final durante o reinado do Imperador Thiệu Trị. O Escritório da Biblioteca do Palácio do Corte do Sul cuidava da cópia de poemas e documentos, preservando documentos importantes como correspondência oficial com outros países, mapas nacionais e bibliografias públicas.